# Fritz-Reuter-Straße 19a (München)

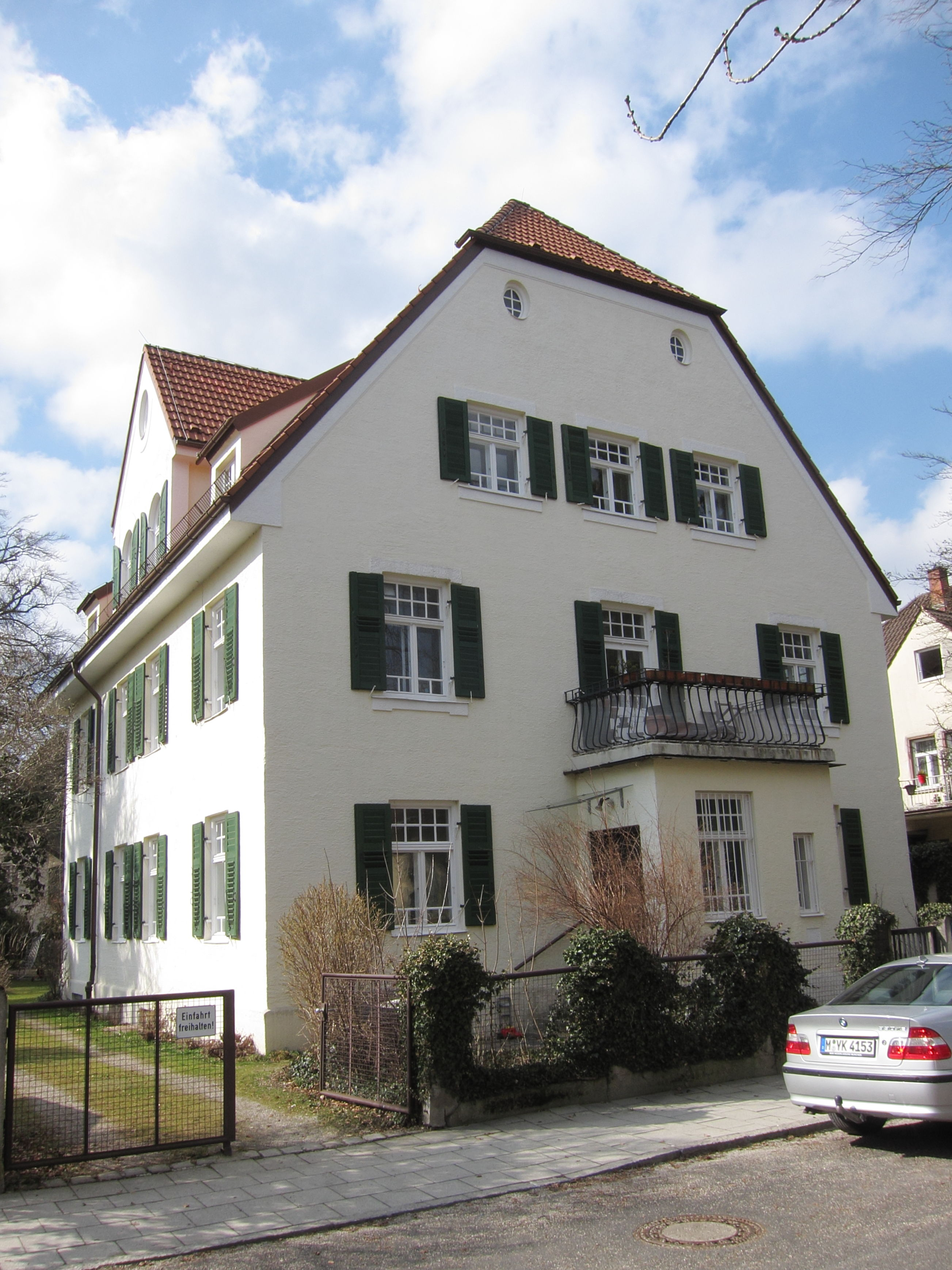
Villa Fritz-Reuter-Straße 19a im Stadtteil Obermenzing von München

Das Gebäude Fritz-Reuter-Straße 19a im Stadtteil Obermenzing der bayerischen Landeshauptstadt München wurde 1910 errichtet. Die Villa in der Fritz-Reuter-Straße, die zur zweiten Bauphase der Villenkolonie Pasing I gehört, ist ein geschütztes Baudenkmal.
Der zweigeschossige Krüppelwalmdachbau mit Zwerchhaus, Dreiecksgiebel und Balkonerker wurde nach Plänen des Architekten Ulrich Merk im Reformstil errichtet. 
Die Raumaufteilung folgt einem einfachen Mittelkorridortypus.